# Catocala johnsoniana
Catocala johnsoniana là một loài bướm đêm thuộc họ Erebidae. Nó được tìm thấy ở California.
Con trưởng thành bay từ tháng 6 đến tháng 7. Có thể có một lứa một năm.